# Captain Commando
Captain Commando è un videogioco picchiaduro a scorrimento orizzontale dell'azienda giapponese Capcom, uscito inizialmente in sala giochi nel 1991 e successivamente per Super Nintendo e per PlayStation.

## Trama
Il gioco narra le gesta di quattro personaggi, uniti nel Commando Team, giustizieri tecnologici contro le forze del Male guidate dal diabolico Scumocide (Genocide nella versione originale giapponese).
La vicenda è in gran parte ambientata a Metro City (la città di Final Fight) nel 2026, in diversi luoghi; il penultimo livello si svolge invece su un'astronave e l'ultimo su Callisto, dove Scumocide ha edificato il suo quartier generale. I nemici utilizzano ogni sorta di arma: molti di essi sono umani, gli altri sembrano essere alieni o mutanti.

## Modalità di gioco
Captain Commando è un picchiaduro a scorrimento prevalentemente orizzontale, con prospettiva a 3/4. È costituito da nove livelli, che terminano con altrettanti boss. Uno dei livelli, il quinto, presenta uno scenario acquatico, a scorrimento continuo, in cui il personaggio giocante viaggia con una tavola da surf motorizzata. Gli eroi possono muoversi in tutte le direzioni, saltare e attaccare; il giocatore può effettuare vari attacchi oltre a quello base combinandoli con il salto o la corsa, tra cui un attacco speciale che consuma un po' dell'energia del personaggio.
Oltre a quelle in dotazione a ciascun personaggio, possono essere trovate e raccolte svariate armi, come rivoltelle, pistole laser, raggi stordenti, mitragliatori, lanciarazzi, shuriken, martelli. Sono anche presenti tre diversi robot che possono essere comandati salendoci sopra: il primo utilizza i pugni, il secondo emette una fiammata, il terzo ha un'arma congelante.
Nella versione arcade sono supportati fino a 4 giocatori in cooperazione simultanea sui cabinati completi, o fino a 2 sui modelli semplificati. La versione PlayStation contempla fino a 3 giocatori con il Multitap.

### Versione Super Nintendo
La versione per Super Nintendo è ridotta nei contenuti. Come armi aggiuntive sono utilizzabili solo un martello all'inizio del gioco, una pistola laser e una pistola a proiettili. Non sono presenti i robot. Inoltre vi è un limite circa il numero di nemici presenti sullo schermo: generalmente non ce ne sono più di tre alla volta e colpirne più di uno contemporaneamente rallenta i movimenti del giocatore.

### VersioneStreet Fighter 6
Nell'hub Game Centre insieme ad altri videogiochi è disponibile, in periodi a rotazione anche Captain Commando, con le modalità a giocatore singolo: free play o un gettone classificato.

## Personaggi giocabili
Ogni giocatore può selezionare un qualunque componente della squadra per svolgere il gioco.
I seguenti nomi sono quelli che compaiono nel menù di selezione, nella versione occidentale e tra parentesi nella versione giapponese se diversi.
Commando Team:
- Captain Commando: Mars Carlisle[3] è il leader della squadra, ha un guanto che gli consente di utilizzare un lanciafiamme e una scarica elettrica contro i nemici. Le sillabe iniziali del nome, CAPtain COMmando, formano l'acronimo CAPCOM.
- Baby Commando: Baby Head (Hoover), un bambino prodigio che controlla un mech da lui stesso costruito, stando seduto al posto della testa del robot.
- Ninja Commando: Ginzu the Ninja (Sho), un ninja armato di ninjato. È in grado di utilizzare le shuriken che si trovano come armi nel gioco. Se un umano subisce il colpo di grazia con la spada, viene tagliato in due. Il nome "Ginzu" è ispirato a quello di un'azienda di coltelli da cucina famosa negli anni '70 negli Stati Uniti d'America per le sue televendite, mentre il nome originale "Sho" è preso da Shō Kosugi.
- Mummy Commando: Mack the Knife (Jennety), un alieno così chiamato per la sua somiglianza con una mummia. Ambidestro, usa due pugnali per colpire i nemici. Se un umano subisce il colpo di grazia con le lame, si scioglie. È l'unico personaggio con una mossa speciale che consente di muoversi durante l'attacco, un turbinio con le lame[1]. Il nome "Mack the Knife" è ispirato all'omonima canzone di Louis Armstrong.

## Universo
Il gioco è ambientato in un futuro prossimo a Metro City, stesso ambiente della serie Final Fight, quest'ultima integrata nella serie Street Fighter:
In Street Fighter Alpha 2 Mars Carlisle e Ginzu the Ninja sono tra gli ospiti alla festa di Eliza nello stage di Ken Masters; In Street Fighter V è disponibile per Charlie Nash un costume di Captain Commando. Segue l'ordine dei Gran Maestri dell'arte marziale Bushinryu Ninjutsu che intercollega le serie:
1. Zeku (38th grandmaster) Street Fighter Alpha 2; Street Fighter V; Strider
2. Guy (39th grandmaster) Final Fight; Super Street Fighter IV
3. Gou (40th grandmaster) padre di Ginzu the Ninja[6]

Mars Carlisle è anche un personaggio giocabile in:
- Marvel vs. Capcom: Clash of Super Heroes
- Marvel vs. Capcom 2: New Age of Heroes
- Namco × Capcom

Altre opere:
- Kenji, ninja in Red Earth, simile a Ginzu, può raggiungere il 6# livello Commando.
- Captain Silver, è un personaggio giocabile in Battle Circuit.

Capcom Super League, di Kakao Games, fu un mobile tactical RPG crossover in fase di beta-test tra l'autunno 2018 e la primavera 2019, l'intero Commando Team era incluso tra i personaggi giocabili.

## Antologie
- Capcom Classics Collection Vol. 2
- Capcom Arcade Classics Reloaded
- Marvel vs. Capcom Origins[7]
- Capcom Beat 'em Up Bundle[8]
- Arcade stick/Capcom Home Arcade[9]
- Capcom Arcade Stadium[10]